# 北海道岩見沢農業高等学校
北海道岩見沢農業高等学校（ほっかいどういわみざわのうぎょうこうとうがっこう、Hokkaido Iwamizawa Agricultural High School）は、北海道岩見沢市にある公立（道立）の農業高等学校。

## 概要
略称は岩見沢農業もしくは岩農（がんのう）。
全7学科に約800人の生徒が在籍しており、多種多様な専門教育が行われている北海道最大の農業高校である。生徒が生産した農産物は、成果発表も兼ねて、6 - 10月の夏休み期間を除く毎週金曜日に校内で開く「岩農ショップ」にて直売を行うほか、岩見沢市内の一部スーパーにも出荷している。夏に開催される「北海道農業高校生ガーデニングコンテスト」にも毎年参加しており、複数のチームが出場する唯一の参加校である。
北海道内の職業学科専門校で初となるスーパーサイエンスハイスクール指定校。

## 沿革
- 1907年 - 空知農業学校として開校。
- 1948年 - 月形分校を設置
- 1948年 5月 - 北海道立空知農業高等学校となる。
- 1948年 10月30日 - 由仁分校を設置。
- 1950年 4月 - 北海道岩見沢農業高等学校となる。
- 1950年 - 月形分校が北海道月形高等学校として独立
- 1950年 5月1日 - 由仁分校が北海道由仁高等学校 →北海道由仁商業高等学校として独立する。
- 1954年8月11日 - 昭和天皇、香淳皇后が行幸啓[3]。校庭に岩見沢市奉迎場が設けられた[4]。
- 1997年 6月 - 創立90周年記念式典を挙行する。
- 2007年 7月 - 創立100周年記念式典を挙行する。
- 2013年 3月 - スーパーサイエンスハイスクールに指定。

## 教育課程
- 全日制課程
  - 農業科学科
  - 畜産科学科
  - 食品科学科
  - 生活科学科
  - 農業土木工学科
  - 環境造園科
  - 森林科学科

農業科学科、畜産科学科、食品科学科、生活科学科は実習等のために寮生活を過ごす期間がある。
畜産科学科では「中ヨークシャー種」と呼ばれる、希少な豚を飼育している。また、かつては獣医専科があり、獣医師を養成していた。

## アクセス
- 岩見沢ターミナル（岩見沢駅）から路線バスを利用するのが主なアクセス手段。
  - [1][2]かえで団地循環線、[13][14][15]万字線、[27]岩見沢栗山線のいずれかで「スポーツセンター前」下車。
- 徒歩の場合、岩見沢駅から約20分。

## 出身者
- 北勝太郎（元衆議院議員・元参議院議員）
- 北修二（元参議院議員）
- タイチ（プロレスラー）
- 滝正（元美唄市市長）
- 田南部力（アマチュアレスリング選手、アテネオリンピック銅メダル）
- 能登和夫（元三笠市長）
- ブルート一生（元プロレスラー）
- 桃野作次郎（農業経済学者）
- 山口末吉（元日本製粉社長）
- 山本市英（元岩見沢市長）
- 吉田善哉（競走馬の生産者、社台グループ創業者）

## その他
- 1970年に井上宣夫によって創設されたレスリング部は道内屈指の強豪で[5]、1994年には全国高等学校選抜レスリング大会優勝も果たしたが、井上の定年退職に伴って2000年に廃部となった。
- 豚舎などが映画『銀の匙 Silver Spoon』の撮影に使用されている。